# CPMI do 8 de Janeiro
CPMI do 8 de Janeiro, CPMI8 ou CPMI dos Atos Antidemocráticos, também chamada de CPMI do Golpe é uma comissão parlamentar de inquérito em andamento que investiga a depredação e do financiamento da destruição da praça dos Três Poderes em 8 de janeiro de 2023.
CPMI foi concluída em 18 de outubro de 2023, quando o relatório da senadora Eliziane Gama foi aprovado, culminando no indiciamento de 61 pessoas, includindo o ex-presidente Jair Bolsonaro.

## Antecedentes
Após atos de bolsonaristas extremistas vandalizando o Supremo Tribunal Federal, Congresso Nacional e o Palácio do Planalto, várias notas de repúdio e de solidariedade ao Governo Lula e a defesa da democracia no Brasil foram divulgadas pelas unidades federativas do Brasil e de outros países.
A CPI foi sugerida primeiramente pela ala bolsonarista, que defendia a tese de que o governo Lula teria teria infiltrado pessoas entre os protestantes para facilitar a invasão e se posar de vítima. A senadora Soraya Thronicke (UNIÃO-MS) foi a relatora da CPI no Senado, e ela até conseguiu as assinaturas necessárias, mas o presidente do Congresso Rodrigo Pacheco não a instalou na Casa. Até então a base governista havia sido contrária a criação da comissão por considerar as investigações contra os atos já estão sendo feitas pelo poder Judiciário e também pelo Legislativo do Distrito Federal. Mas a CNN Brasil divulgou imagens que estavam sob sigilo constatando que  funcionários do Gabinete de Segurança Institucional (GSI) não agiram para combater os vândalos, levando a demissão de Gonçalves Dias, o ministro-chefe do órgão nomeado por Lula. Assim, a criação da comissão se tornou inevitável. O deputado federal André Fernandes (PL-CE) protocolou um novo pedido de CPI. 

## Integrantes
Mesa Diretora
- Presidente: Dep. Arthur Oliveira Maia (UNIÃO-BA)
- 1.º Vice-presidente: Sen. Cid Gomes (PDT-CE)
- 2.º Vice-presidente: Sen. Magno Malta (PL-ES)
- Relatora: Sen. Eliziane Gama (PSD-MA)

### Senado Federal

#### Bloco Parlamentar Democracia(MDB/UNIÃO/PODE/PSDB/PDT)[10][11]
Titulares
- Sen. Cid Gomes (PDT-CE)
- Sen. Davi Alcolumbre (UNIÃO-AP)
- Sen. Marcelo Castro (MDB-PI)
- Sen. Marcos do Val (PODE-ES)
- Sen. Soraya Thronicke (UNIÃO-MS)
- Sen. Veneziano Vital do Rêgo (MDB-PB)

Suplentes
- Sen. Fernando Dueire (MDB-AL)
- Sen. Giordano (MDB-SP)
- Sen. Izalci Lucas (PSDB-DF)
- Sen. Professora Dorinha Seabra (UNIÃO-TO)
- Sen. Sergio Moro (UNIÃO-PR)
- Sen. Styvenson Valentim (PODE-RN)

#### Bloco Parlamentar da Resistência Democrática(PSD/PT/PSB)[12]
Titulares
- Sen. Ana Paula Lobato (PSB-MA)
- Sen. Eliziane Gama (PSD-MA)
- Sen. Fabiano Contarato (PT-ES)
- Sen. Omar Aziz (PSD-AM)
- Sen. Otto Alencar (PSD-BA)
- Sen. Rogério Carvalho (PT-SE)

Suplentes
- Sen. Angelo Coronel (PSD-BA)
- Sen. Augusta Brito (PT-CE)
- Sen. Irajá (PSD-TO)
- Sen. Jorge Kajuru (PSB-GO)
- Sen. Randolfe Rodrigues (Sem Partido-AP)
- Sen. Zenaide Maia (PSD-RN)

#### Bloco Parlamentar Vanguarda(PL/NOVO)[13]
Titulares
- Sen. Eduardo Girão (NOVO-CE)
- Sen. Magno Malta (PL-ES)

Suplentes
- Sen. Flávio Bolsonaro (PL-RJ)
- Sen. Jorge Seif (PL-SC)

#### Bloco Parlamentar Aliança(PP/Republicanos)[14]
Titulares
- Sen. Damares Alves (Republicanos-DF)
- Sen. Esperidião Amin (PP-SC)

Suplentes
- Sen. Cleitinho (Republicanos-MG)
- Sen. Luis Carlos Heinze (PP-RS)

### Câmara dos Deputados[15]

#### Bloco UNIÃO, PP, Federação PSDB Cidadania, PDT, PSB, Avante, Solidariedade, Patriota
Titulares
- Dep. Arthur Oliveira Maia (UNIÃO-BA)
- Dep. Amanda Gentil (PP-MA)
- Dep. Carlos Sampaio (PSDB-SP)
- Dep. Duda Salabert (PDT-MG)
- Dep. Duarte (PSB-MA)

Suplentes
- Dep. Any Ortiz (Cidadania-RS)
- Dep. Evair Vieira de Melo (PP-ES)
- Dep. Felipe Francischini (UNIÃO-PR)
- Dep. Gervásio Maia (PSB-PB)
- Dep. Josenildo (PDT-AP)

#### Bloco MDB, PSD, Republicanos, PODE, PSC
Titulares
- Dep. Aluísio Mendes (Republicanos-MA)
- Dep. Paulo Magalhães (PSD-BA)
- Dep. Rafael Brito (MDB-AL)
- Dep. Rodrigo Gambale (PODE-SP)

Suplentes
- Dep. Emanuel Pinheiro Neto (MDB-MT)
- Dep. Laura Carneiro (PSD-RJ)
- Dep. Mauricio Marcon (PODE-RS)
- Dep. Roberto Duarte (Republicanos-AC)

#### Partido Liberal
Titulares
- Dep. André Fernandes (PL-CE)
- Dep. Delegado Ramagem (PL-RJ)
- Dep. Filipe Barros (PL-PR)

Suplentes
- Dep. Eduardo Bolsonaro (PL-SP)
- Dep. Nikolas Ferreira (PL-MG)
- Dep. Pr. Marco Feliciano (PL-SP)

#### Federação Brasil da Esperança
Titulares
- Dep. Jandira Feghali (PCdoB-RJ)
- Dep. Rogério Correia (PT-MG)
- Dep. Rubens Pereira Júnior (PT-MA)

Suplentes
- Dep. Aliel Machado (PV-PR)
- Dep. Carlos Veras (PT-PE)
- Dep. Delegada Adriana Accorsi (PT-GO)

#### Federação PSOL REDE
Titular
- Dep. Erika Hilton (PSOL-SP)

Suplente
- Dep. Pastor Henrique Vieira (PSOL-RJ)

## Oitivas e reuniões

### Primeira semana de trabalho

#### Primeira sessão
Na primeira semana de trabalho da CPMI do Golpe, houve resistências a indicação de Eliziane Gama para a relatoria da comissão pela ala oposicionista, por considerem a parlamentar "parcial" nas oitivas. Entretanto, o fato foi rebatido pela ala governista. Outro feito realizado pela comissão foi a decisão de ter um segundo vice-presidente, cujo escolhido foi o senador Esperidião Amin. Mas segundo o regimento de ambas as Casas Legisladoras, tal ato seria uma violação ao Artigo 10° do Congresso Nacional. Entretanto, segundo o deputado Rubens Pereira, o Artigo 21° do mesmo Regimento não proibia em caso de comissões parlamentares mistas de inquérito. Na sessão, a ala oposicionista ao governo Lula tentou se desvincular dos atos golpistas de 8 de janeiro. O deputado Marco Feliciano negou que os vândalos tenham promovido um golpe de estado ao Brasil. Já Eduardo Bolsonaro na sessão, disse que "havia infiltrados" nos atos anidemocráticos, citando ainda supostas "violações dos direitos humanos e prisões arbitrárias".